# Yoav Rotman

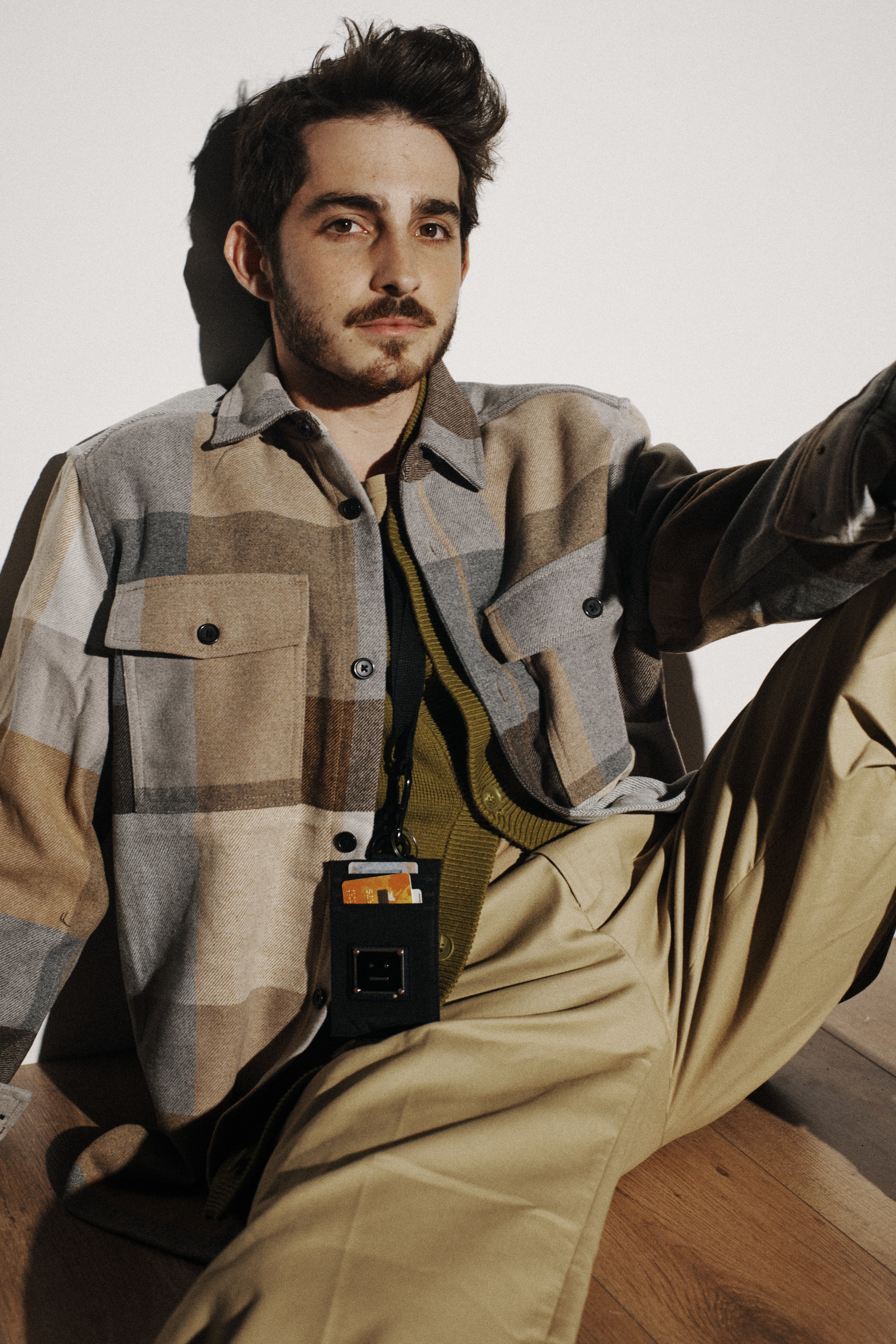
Yoav Rotman

Yoav Rotman (hebräisch יואב רוטמן; * 24. Februar 1995 in Tzoran-Kadima) ist ein israelischer Schauspieler.

## Leebn und Karriere
Rotman wurde in Tzoran-Kadima geboren. Er besuchte die Thelma Yellin High School of the Arts. Nach seinem Schulabschluss im Jahr 2013 leistete er seinen Wehrdienst in der israelischen Armee, wo er Teil des Militärtheaters war. Sein Debüt gab er 2008 in dem Film Le'ehov Et Anna. Seinen Durchbruch hatte er 2010 im Film Mabul. Für seine Leistung wurde er für den Ophir Award in der Kategorie „Bester Hauptdarsteller“ nominiert.
Von 2014 bis 2016 war Rotman in Die Geiseln zu sehen. Außerdem trat er zwischen 2015 und 2021 in Shtisel auf. 2019 wurde er für die Serie Our Boys gecastet. Unter anderen bekam er 2020 eine Rolle in Black Space. 2024 hatte er in The Tattooist of Auschwitz eine Nebenrolle.

## Filmografie
Filme
- 2008: Le'ehov Et Anna
- 2010: Mabul
- 2016: Me'Ever Laharim Velagvaot
- 2019: Marot Shvurotl
- 2019: Esau
- 2023: Victory

Serien
- 2013–2016: Die Geiseln
- 2014: The Nerd Club
- 2015–2021: Shtisel
- 2019: Our Boys
- 2020–2021: Black Space
- 2024: The Tattooist of Auschwitz